# Griesheim (Hesja)
Griesheim – miasto w Niemczech, w kraju związkowym Hesja, w rejencji Darmstadt, w powiecie Darmstadt-Dieburg.

## Współpraca
Miejscowości partnerskie:
- Bar-le-Duc, Francja
- Gyönk, Węgry
- Pontassieve, Włochy
- Wilkau-Haßlau, Saksonia